# 鼎中里
鼎中里，為台灣高雄市三民區的一個行政區劃，本里現有18鄰，目前有1,723戶，人口3,995人。

## 沿革
- 1945年，原屬鼎西里的一部分
- 1981年，原鼎西里鼎中路以西獨立劃分為鼎泰里
- 1990年，鼎中里於鼎中路以西自原鼎西里獨立劃分至今[2][3]

## 範圍
- 東界: 隔鼎力路接鼎西里
- 西界: 隔鼎中路接鼎泰里
- 南界: 隔明誠一路接灣愛里
- 北界: 隔天祥一路接鼎力里

## 里內設施
- 高雄市三民區鼎金里、鼎中里、鼎力里、鼎西里、鼎強里聯合里活動中心
- 高雄市政府警察局三民第二分局鼎金派出所
- 高雄市公車船管理處金獅湖調度站
- 鼎佳幼稚園